# The Encyclopedia of Science Fiction
The Encyclopedia of Science Fiction és una obra de referència en anglés sobre ciència-ficció, publicada el 1979. L'octubre del 2011, la tercera edició n'estava disponible en línia  debades, i després, deu anys més tard, l'octubre del 2021, la quarta.

## Història

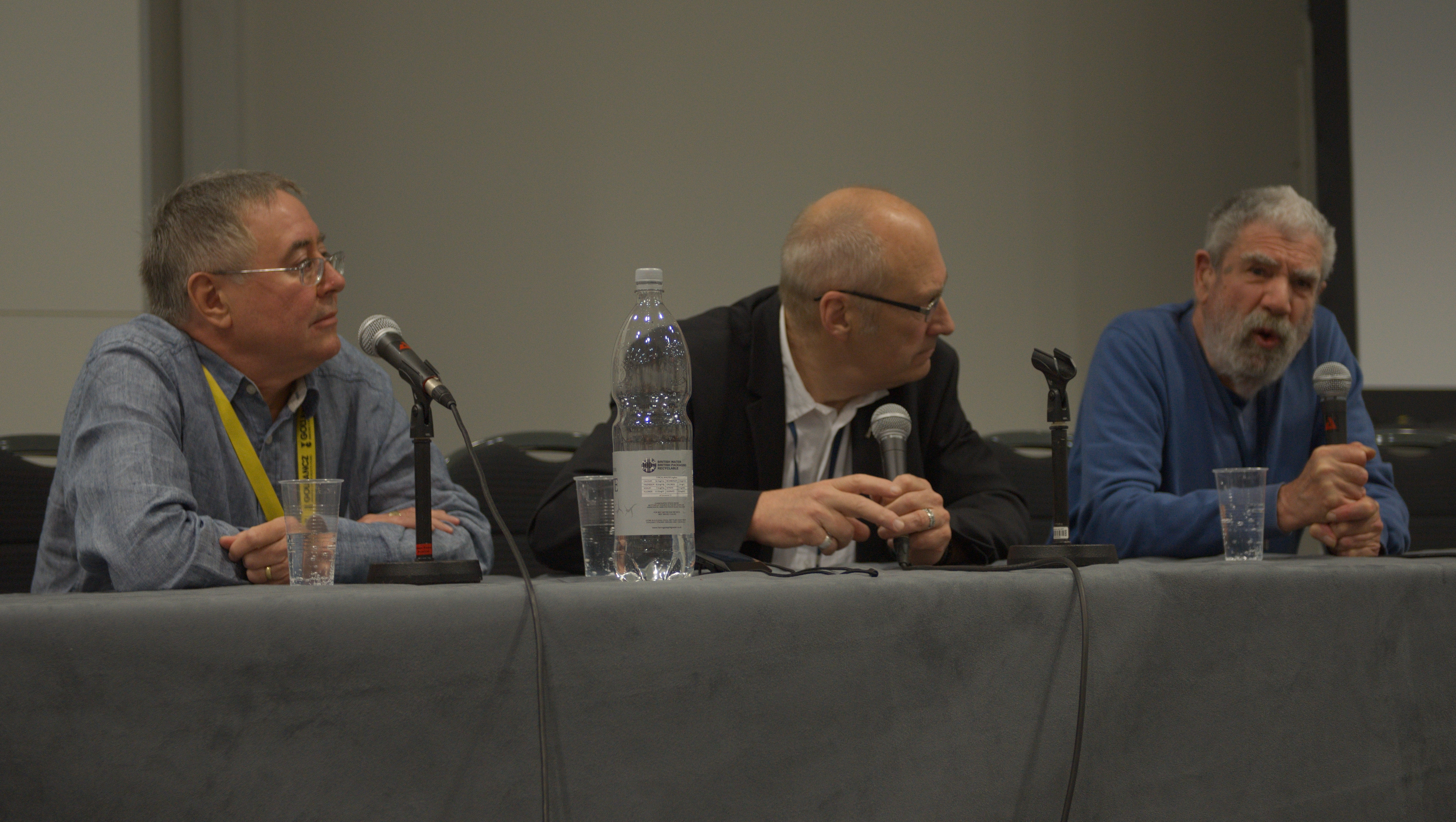
Malcolm Edwards, John Clute i Peter Nicholls debatent els inicis de lEncyclopedia of Science Fiction el 2014

La primera edició, editada per Peter Nicholls amb John Clute, en fou publicada per Granada el 1979. Es va rebatejar com The Science Fiction Encyclopedia quan la va publicar Doubleday als Estats Units. Acompanyen el text moltes fotografies en blanc i negre que il·lustren autors, portades de llibres i revistes, fotogrames de cinema i televisió i exemples de treballs d'artistes.
Una segona edició, editada per Nicholls i Clute, es publicà el 1993 per Orbit al Regne Unit i St. Martin's Press als Estats Units. La segona edició contenia 1,3 milions de mots, gairebé el doble dels 700.000 de l'edició del 1979. L'edició de butxaca del 1995 incloïa un addenda de setze pàgines. A diferència de la primera edició, les versions impreses no tenien il·lustracions. També n'hi havia una versió en CD-ROM l'any 1995, amb el nom de The Multimedia Encyclopedia of Science Fiction i Grolier Science Fiction. Contenia actualitzacions de text fins al 1995, centenars de portades de llibres i fotos d'autors, uns quants tràilers de pel·lícules antigues i videoclips d'autor de la sèrie de TVOntario Prisoners of Gravity.
El volum complementari, editat després de la segona edició i seguint-ne de prop el format, és The Encyclopedia of Fantasy, publicada per John Clute i John Grant.
El juliol del 2011, Orion Publishing Group anuncià que la tercera edició de The Science Fiction Encyclopedia seria publicada en línia aquell any per SFE Ltd en associació amb Victor Gollancz, la marca de ciència-ficció d'Orion. El text "en versió beta" de la tercera edició llançada en línia el 2 d'octubre del 2011, amb els editors John Clute, David Langford, Peter Nicholls i Graham Sleight. L'enciclopèdia s'actualitza normalment diverses vegades a la setmana per l'equip editorial amb material escrit per ells i aportat per acadèmics i experts en ciència-ficció. Va rebre el Premi Hugo el 2012. Tot i que la SFE és una obra composta amb un nombre considerable de col·laboradors, els tres editors principals (Clute, Langford i Nicholls) han escrit gairebé dos terços dels 5,2 millions de paraules fins ara (setembre del 2016), i donen una sensació d'unitat al conjunt.
La quarta edició se'n publicà l'octubre del 2021 i es va revisar el lloc web que l'acompanya.

## Contingut
L'Encyclopedia of Science Fiction conté entrades en autors, temes, terminologia, ciència-ficció d'alguns països, pel·lícules, cineastes, televisió, revistes, fanzins, còmics, il·lustradors, edició de llibres, antologies originals, premis i altres.
L'edició en línia de l'Encyclopedia of Science Fiction s'inicià l'octubre del 2011 amb 12.230 entrades, amb un total de 3.200.000 paraules. Els editors van predir que contindria 4.000.000 paraules al final de la primera ronda d'actualitzacions a la fi del 2012. Aquesta xifra es va assolir realment el gener del 2013, després de 5.000.000 paraules el novembre 2015.